# New Mayntzisch Gesangbuch
New Mayntzisch Gesangbuch från 1628, är koralbokskälla till minst en psalmmelodi som förekommer i 1819 års psalmbok: nr 98.

## Psalmer
- Ack, hjärtans ve (1695 nr 154, 1819 nr 98)